# Břežany (przystanek kolejowy)
Břežany – przystanek kolejowy w Břežanach, w kraju południowomorawskim, w Czechach. Znajduje się na wysokości 225 m n.p.m.
Jest zarządzany przez Správę železnic. Na przystanku nie ma możliwości zakupu biletów, a obsługa podróżnych odbywa się w pociągu.

## Linie kolejowe
- 244 Brno – Hrušovany nad Jevišovkou